# Leiosporoceros
A Leiosporoceros egy nemzetség a Becősmohák törzséből. A nemzetségbe egyetlen faj, a Leiosporoceros dussii tartozik. Ezt a fajt teljesen külön álló családba, rendbe és osztályba sorolták, mert "mind genetikailag, mind morfológiailag különbözik az összes többi becősmoha csoporttól, taxontól". A genetikai adatok kladisztikai elemzése is alátámasztja ezt a rendszertani helyzetet, azaz, hogy a becősmohák kládján belül alapi pozícióban van ez a nemzetség. A taxont a többi becősmohától megkülönböztető fizikai jellemzők között szerepelnek a szokatlanul kicsi spórák, amelyek monolete-ek (csak egy hosszanti nyílás található rajtuk) és nem látható rajtuk mintázat. Ezenkívül a telep belsejében fejlődnek speciális Nostoc (cianobaktérium) fajok; a baktériumok növekedése párhuzamos a telep fejlődési irányával. Hím növényeket eddig csak Panamában találtak.

## Leiosporoceros dussii

### Megjelenése
Kétlaki növény. A telepe tipikusan tömör, nincsenek benne nagy nyálkával telt kerek üregek. A Nostoc kolóniák a teleppel hosszanti irányba rendeződve helyezkednek el fonálszerűen a nyálkával telt csatornákban. Sejtenként egy kloroplasztisz van, pyrenoid nincs benne. Sok antheridiuma (hímivarszerv) van egy felszíni telepüregben (70 vagy több). A sporofitonon vannak gázcserenyílások. A spóratermelő réteg vastag (6-9 sejtréteg). A spórák sárgák, kicsik, sima felszínűek, ovoid alakúak. A pszeudoelatérák hosszúak, egy sejt szélesek, vastag sejtfalúak.

### Elterjedése, élőhelye
Neotropikus elterjedésű. A Közép-Amerikában és az Antillákon élő faj (Panama, Mexico, Ecuador).
Patak parton, vulkanikus köveken és talajon él.

## Fordítás
Ez a szócikk részben vagy egészben  a   Leiosporoceros című angol Wikipédia-szócikk ezen változatának fordításán alapul.  Az eredeti cikk szerkesztőit annak laptörténete sorolja fel. Ez a jelzés csupán a megfogalmazás eredetét és a szerzői jogokat jelzi, nem szolgál a cikkben szereplő információk forrásmegjelöléseként.